# Anna II. zu Stolberg
Gräfin Anna zu Stolberg (* 28. Januar 1504 in Stolberg (Harz); † 4. März 1574) war als Anna II. die 28. Äbtissin des Reichsstiftes von Quedlinburg.

## Leben
Anna war die älteste Tochter des Grafen Botho zu Stolberg und seiner Gattin Anna von Eppstein-Königstein. Sie war die ältere Schwester von Juliana zu Stolberg. Am Anfang des 16. Jahrhunderts wurde sie, kaum dreizehn Jahre alt, nachdem ihre Vorgängerin Magdalena der Abtei von Quedlinburg entsagt und zu Gandersheim gestorben war, vom Kapitel gewählt, am 10. Februar 1515 von Papst Leo X. und am 3. Oktober 1516 vom Kaiser Maximilian I. bestätigt und am 5. November feierlich eingeführt.
Sie war die erste Äbtissin in Quedlinburg, welche die lutherische Lehre annahm. Den ersten Versuchen, in Stadt und Stift Quedlinburg die Reformation zu verbreiten, stellte sich der katholische Herzog Georg von Sachsen als Schutzherr des Stiftes energisch entgegen. Diejenigen Mönche des Augustinerklosters und Pfarrer an den Stadtkirchen, welche im Sinne Luthers predigten, wurden verfolgt und ihre Stellen mit entschiedenen Katholiken besetzt. Anna, welche anfänglich der Reformation gegenüber eine abwartende Stellung eingenommen hatte, entschied sich erst nach Herzog Georgs Tod (1539), und als dessen Nachfolger Heinrich sich selbst dem neuen Glauben zuwandte, für die lutherische Lehre. Die katholischen Geistlichen wurden entfernt und evangelische eingesetzt. Der Superintendent Tilemann Plathner (1490–1551) aus Stolberg, der von ihr für eine Zeit lang nach Quedlinburg berufen wurde, war ihr bei der Durchführung des Reformationswerkes behilflich, doch fehlen darüber genauere Angaben. Zur Besoldung der Geistlichen und Lehrer wurde aus den Gütern der Stadtkirchen ein allgemeiner Gotteskasten errichtet. Die Zahl der Stiftsfrauen und der Canonici wurde beschränkt, der Klosterdienst in der Stiftskirche ganz aufgehoben.
Während ihrer Regierungszeit wurde im Jahr 1540 die erste nachweisbare Visitation der Kirchen in der Stadt Quedlinburg abgehalten, deren Protokoll eine der wichtigsten Quellen für die quedlinburgische Reformationsgeschichte bildet. Auf Luthers und Melanchthons Rat wurden die beiden Schulen der Altstadt und Neustadt zu einer einzigen vereinigt und Äbtissin Anna überließ dem Rat für dieses neue Gymnasium das verlassene Franziskanerkloster, in dessen Räumen es sich bis in die neueste Zeit befand.
Anna starb am 4. März 1574 im Alter von 70 Jahren, nachdem sie 59 Jahre Äbtissin in Stift Quedlinburg gewesen war. Als 29. Äbtissin folgte ihr Elisabeth, ihre Nichte, die Tochter des Grafen Ulrich von Regenstein. Die Grabstätte Annas II. befindet sich in der Stiftskirche St. Servatius. Von der Krypta führt eine Treppe in die so genannte Fürstengruft, deren Raumklima dazu beiträgt, Leichen zu mumifizieren. Dort befinden sich neben dem Sarg Aurora von Königsmarcks auch die Särge der Äbtissinnen Anna III. zu Stolberg-Wernigerode und Marie Elisabeth von Schleswig-Holstein-Gottorf.